# Salzgitter Klöckner-Werke
Salzgitter Klöckner-Werke GmbH är en internationell koncern som verkar på en rad områden, bland annat inom anläggnings- buteljerings- och förpackningsindustrin. 

Företaget har sitt ursprung i det av Peter Klöckner (1863–1940) grundade Lothringen Hüttenverein i Duisburg vilket blev moderbolag i en järnverkskoncern 1917. Själva Klöckner grundades 1906 som handelsbolaget Klöckner & Co som försäljningsbolag för stålförsäljningen, och fusionerades med Peter Klöckners övriga verksamheter till Klöckner-Werke AG 1923. men förvärvades år 2007 av Salzgitter AG. Salzgitter Klöckner-Werke GmbH exporterar 90 procent av sin produktion.